# Houmont
Houmont (en wallon : Hoûmont) est un village de la commune belge de Sainte-Ode située en Région wallonne dans la province de Luxembourg.
Avant la fusion des communes de 1977, Houmont faisait partie de la commune de Tillet.

## Situation
Houmont est un petit village ardennais implanté sur le versant oriental du ruisseau de Brul, un affluent du Laval.
La localité se trouve à proximité des hameaux de Magery, Rechrival, Pinsamont et Lavaselle (commune de Vaux-sur-Sûre).

## Description
Le village a gardé son caractère agricole. Il compte plusieurs anciennes fermes et fermettes bâties en pierre de grès schisteux. Les habitations suivent une route qui s'extrait de la vallée du ruisseau de Brul (au lieu-dit Brul), grimpe en sinuant à travers la campagne, arrive sur le plateau (altitude 475 m) où se trouve le noyau initial et l'église avant de virer à gauche et de redescendre dans la vallée et de rejoindre plus en nord et en aval le ruisseau de Brul (altitude 430 m) juste avant sa confluence avec le Laval.

## Patrimoine
La paroisse de Houmont est connue dès 1282. L'église actuelle dédiée à Saint Lambert a été bâtie en 1898 dans la partie haute du village. Partiellement détruite pendant la bataille des Ardennes, elle a été reconstruite après la Seconde Guerre mondiale mêlant le style d'origine à un style contemporain. On remarque à l'intérieur un vitrail représentant l'emblème de la 17th Airborne, division de l'armée américaine qui a combattu dans la région pendant l'hiver 1944-1945.
Une petite chapelle blanche se trouve à un carrefour proche de l'église.

## Activités
Houmont ne possède plus d'école communale.